# Be-Ge karosserifabrik
AB Be-Ge Karosserifabrik  är ett tidigare industriföretag i Oskarshamn som numera inår i Scania. AB Be-Ge Karosserifabrik grundades 1946 av Be-Ge Bil, som 1941 hade blivit Scania-återförsäljare. Bolaget gick tillbaka till 1934, då Bror Göthe Persson börjat sälja Ford i Oskarshamn. Karosstillverkningen växte och en andra fabrik byggdes i Meppel i Nederländerna. Scania byggdes vid samma tid en monteringsanläggning i närliggande Zwolle.
År 1966 köptes AB Be-Ge Karosserifabrik av Scania-Vabis och blev dotterbolaget Scania-Hytter AB, senare integrerad som produktionsenhet i Scaniadivisionen inom Saab-Scania.
Andra delar av bolaget, som inte köptes upp, däribland tillverkning av förarstolar, är idag Be-Ge Seating AB.